# Agarista villarrealana
Agarista villarrealana är en ljungväxtart som beskrevs av L.M. González V. Agarista villarrealana ingår i släktet Agarista och familjen ljungväxter. Inga underarter finns listade i Catalogue of Life.